# Чорні хлопці
Чорні хлопці  - українська повстанська пісня. Оспівує героїчну боротьбу українських повстанців з іноземними загарбниками в 1940-1950х роках. Слова пісні написані Андрієм Парубієм, музика написана Віталієм Боднарем 
.
Стала відомою у виконані музичного гурту «Дивні» . Назва "чорні хлопці" має глибоке історичне коріння, до 20 століття "чорними хлопцями" називали представників руху опришків
.
В пісні глибоко романтично оспівана діяльність українських повстанців, а також глибоко народно описано єднання повстанців з природою рідного краю.
Пісня демонструє високий рівень патріотичного піднесення українського повстанського руху, а також взаємозв'язок українського повстанського руху УПА 1940-1950х років з повстанським рухом опришків в 16-19 століттях. 